# 붕어섬 (임실군)
붕어섬은 임실군 옥정호에 있는 섬이다. 최근에는 출렁다리와 장미 정원이 조성되고 있다.